# Филино (Приморский край)
Фи́лино — посёлок в Дальнереченском районе Приморского края, входит в Рождественское сельское поселение..

## География
Посёлок Филино стоит на автотрассе «Уссури», расстояние до районного центра Дальнереченск (расположен к северу) около 15 км.
На запад от пос. Филино идёт дорога к пос. Кольцевое.

## Население
| 2002 | 2010 |
| ---- | ---- |
| 777  | ↘489 |

## Инфраструктура
В посёлке находится пять панельных домов, почта, аптека, фельдшерско-акушерский пункт, военная часть.
В посёлке находится братская могила девяти воинов 199 Верхнеудинского мотострелкового полка, павших во время пограничного конфликта на острове Даманский в марте 1969 года.
В посёлке находится памятник Герою Советского Союза младшему сержанту Владимиру Орехову, погибшему в бою за остров Даманский.